# Vĩnh Long (voormalige provincie)
Vĩnh Long is een voormalige provincie in de Mekong-delta. De provincie heeft tot 1976 bestaan, toen de regering van de Republiek Zuid-Vietnam besloot de provincie samen met Vĩnh Bình samen te voegen tot Cửu Long.
In 1991 is Cửu Long weer gesplitst in Vĩnh Long en Trà Vinh, zoals we deze twee provincies nog steeds kennen.